# Camiling
Camiling is een gemeente in de Filipijnse provincie Tarlac op het eiland Luzon. Bij de laatste census in 2007 had de gemeente bijna 80 duizend inwoners.

## Geografie

### Bestuurlijke indeling
Camiling is onderverdeeld in de volgende 61 barangays:
| - Anoling 1st - Anoling 2nd - Anoling 3rd - Bacabac - Bacsay - Bancay 1st - Bancay 2nd - Bilad - Birbira - Bobon 1st - Bobon 2nd - Bobon Caarosipan - Cabanabaan - Cacamilingan Norte - Cacamilingan Sur - Caniag | - Carael - Cayaoan - Cayasan - Florida - Lasong - Libueg - Malacampa - Manakem - Manupeg - Marawi - Matubog - Nagrambacan - Nagserialan - Palimbo Proper - Palimbo-Caarosipan | - Pao 1st - Pao 2nd - Pao 3rd - Papaac - Pindangan 1st - Pindangan 2nd - Poblacion A - Poblacion B - Poblacion C - Poblacion D - Poblacion E - Poblacion F - Poblacion G - Poblacion H - Poblacion I | - Poblacion J - Santa Maria - Sawat - Sinilian 1st - Sinilian 2nd - Sinilian 3rd - Sinilian Cacalibosoan - Sinulatan 1st - Sinulatan 2nd - Surgui 1st - Surgui 2nd - Surgui 3rd - Tambugan - Telbang - Tuec |

## Demografie
Camiling had bij de census van 2007 een inwoneraantal van 79.941 mensen. Dit zijn 8.343 mensen (11,7%) meer dan bij de vorige census van 2000. De gemiddelde jaarlijkse groei komt daarmee uit op 1,53%, hetgeen lager is dan het landelijk jaarlijks gemiddelde over deze periode (2,04%). Vergeleken met de census van 1995 is het aantal mensen met 14.601 (22,3%) toegenomen.

De bevolkingsdichtheid van Camiling was ten tijde van de laatste census, met 79.941 inwoners op 140,53 km², 465 mensen per km².

## Geboren in Camiling
- Gregorio Bañaga (25 mei 1893), politicus (overleden ?);
- Cesar Bengzon (29 mei 1896), opperrechter Filipijns hooggerechtshof (overleden 1992);
- Carlos Romulo (14 januari 1899), generaal, politicus, diplomaat en journalist (overleden 1985);
- O.D. Corpuz (1 december 1926), wetenschapper en schrijver (overleden 2013);
- Gregorio C. Brillantes (1932), auteur;
- Alberto Romulo (7 augustus 1933), senator en minister.